# Heinade
Heinade là một đô thị trong huyện Holzminden, bang Niedersachsen, Đức. Đô thị Heinade có diện tích 9,07 km², dân số thời điểm ngày 31 tháng 12 năm 2006 là 974 người.